# Conservatorismul în Statele Unite ale Americii
Conservatorismul american este un sistem larg de convingeri politice din Statele Unite ale Americii, care este caracterizat prin respectul pentru tradițiile americane⁠(d), republicanism⁠(d), susținerea valorilor iudeo-creștine,⁠(d) absolutismul moral,⁠(d) piața liberă și liberul schimb, anticomunism, individualism, predicarea excepționalismului american⁠(d), și apărarea Culturii Occidentale de amenințările generate de socialism, autoritarism, și relativismul moral.⁠(d)
Libertatea celor care se conformează valorilor anglo-americane⁠(d), libertatea economică, conservatorismul social și promovarea idealurilor iudeo-creștine⁠(d) sunt credințe de bază, cu un accent special pe consolidarea pieței libere, limitarea dimensiunilor și sferei de implicare a guvernului în economie, și opoziția față de impozitele mari și pe controlul exercitat de sindicate asupra antreprenorilor. Conservatorii americani consideră libertatea individuală⁠(d), în limitele conformității cu valorile americane, ca trăsătură fundamentală a democrației, care contrastează cu liberalii moderni americani⁠(d), care, în general, pun mai mare preț pe egalitate⁠(d) și dreptate socială.
Conservatorismul american provine din republicanism⁠(d), care respingea guvernarea aristocratică și monarhică, în baza principiilor Declarației de Independență din 1776, în care se afirma că „Toți oamenii sunt creați egali, sunt înzestrați de Creatorul lor cu anumite Drepturi inalienabile, printre acestea sunt Viața, Libertatea și Căutarea Fericirii”. În 1789, Constituția Statelor Unite a stabilit o Republică federală și domnia legii. Toate marile partide politice americane sunt bazate pe aceste două documente. Activiștii conservatori se îmbracă ocazional și în ziua de azi în costume din epoca revoluționară și sărbătoresc episoade revoluționare, cum ar fi Partida de Ceai de la Boston. Filosofia conservatoare are continuitate și cu tradiția liberală clasică din secolele al XVIII-lea și al XIX-lea, care pleda pentru economie Laissez-faire, numită și libertate economică și dereglementare.
Istoricii susțin că tradiția conservatoare a jucat un rol major în cultura și politica americană după 1776. Cu toate acestea, ei au subliniat că o mișcare conservatoare organizată a jucat un rol-cheie în politică doar după 1950. Mișcarea recentă își are baza politică în Partidul Republican, deși și unii democrați au fost figuri importante ale istoriei timpurii a mișcării.
Potrivit lui Peter Viereck, conservatorismul american se remarcă prin aceea că nu a fost legat de o monarhie, de o aristocrație latifundiară, de o biserică oficială, sau de o elită militară. În schimb, conservatorii americani s-au înrădăcinat ferm în republicanismul american, căruia conservatorii europeni i se opuneau. Ei sunt angajați, conform lui Seymour Martin Lipset, în credința în „superioritatea [Americii] față de sistemul rece reacționar monarhic și mai rigid legat de statutul social din societatea europeană.”